# Dobro (Livno)
Pour les articles homonymes, voir Dobro.
Dobro (en cyrillique : Добро) est un village de Bosnie-Herzégovine. Il est situé dans la municipalité de Livno, dans le canton 10 et dans la fédération de Bosnie-et-Herzégovine. Selon les premiers résultats du recensement bosnien de 2013, il compte 789 habitants.

## Démographie

### Évolution historique de la population
| 1948 | 1953 | 1961 | 1971 | 1981 | 1991 | 2013 |
| ---- | ---- | ---- | ---- | ---- | ---- | ---- |
| -    | -    | 934  | 950  | 879  | 979  | 789  |

|  |

### Communauté locale
En 1991, la communauté locale de Dobro comptait 2 212 habitants, répartis de la manière suivante :